# Concattedrale di Sant'Antonio Abate

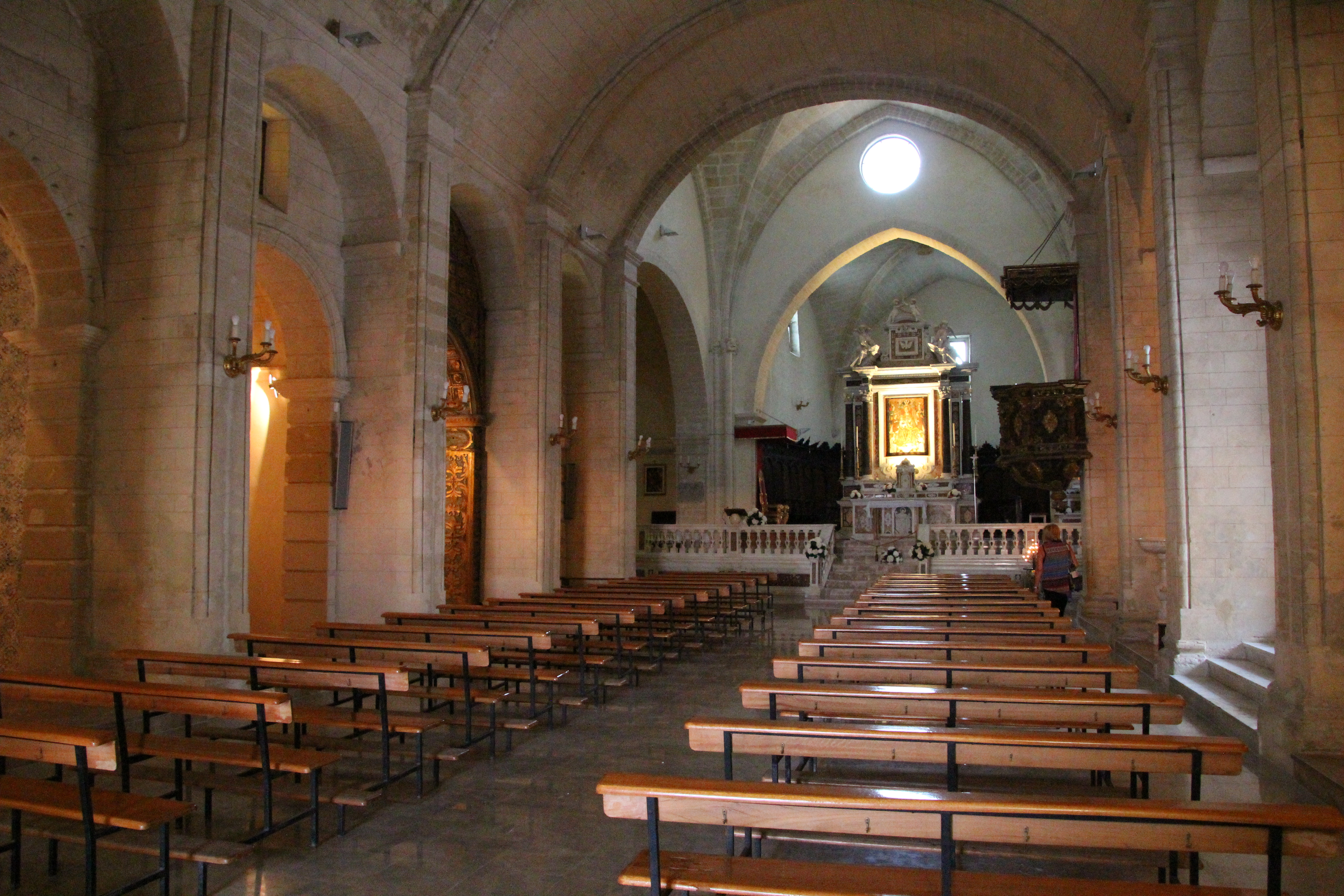
Interno

La concattedrale di Sant'Antonio Abate è il principale luogo di culto cattolico di Castelsardo, in provincia di Sassari, concattedrale della diocesi di Tempio-Ampurias.

## Storia
La chiesa di Sant'Antonio divenne sede della cattedra vescovile di Ampurias nel 1503. L'attuale fabbrica deriva dai rifacimenti operati tra il 1597, per volere del vescovo Giovanni Sanna, e il XVIII secolo. La consacrazione del tempio avvenne nel 1622 ad opera del vescovo Passamar.

## Descrizione
L'edificio, che stilisticamente fonde elementi del gotico catalano e del classicismo rinascimentale, si trova nel centro storico di Castelsardo, in posizione panoramica, a picco sul mare. Esternamente si caratterizza soprattutto per l'alta torre campanaria, coperta da un cupolino maiolicato.
L'interno, con pianta a croce latina, è costituito da navata unica voltata a botte, cappelle laterali e transetto, in quest'ultimo sono ancora presenti degli affreschi attribuiti a Andrea Lusso, il più noto pittore manierista in Sardegna. La volta all'incrocio della navata col transetto è a crociera, generata da quattro pilastri a fascio con capitelli scolpiti. Il presbiterio è rialzato e chiuso da una balaustra marmorea. L'abside, con volta a crociera stellata, è a pianta quadrangolare e accoglie l'altare maggiore in marmo del 1810, in cui troneggia la tavola della Madonna con Bambino assisa in trono, dipinta nel XV secolo dall'artista noto come maestro di Castelsardo. Interessanti anche alcuni altari lignei e l'organo a canne settecentesco, situato sulla cantoria in controfacciata.
Numerose opere d'arte sacra si possono ammirare anche nei sotterranei della cattedrale, da alcuni anni adibiti a museo diocesano; tra le altre si ricorda il San Michele arcangelo, del maestro di Castelsardo, che insieme alla Madonna dell'altare maggiore e ad altre tavole componevano originariamente un retablo.

## Galleria d'immagini

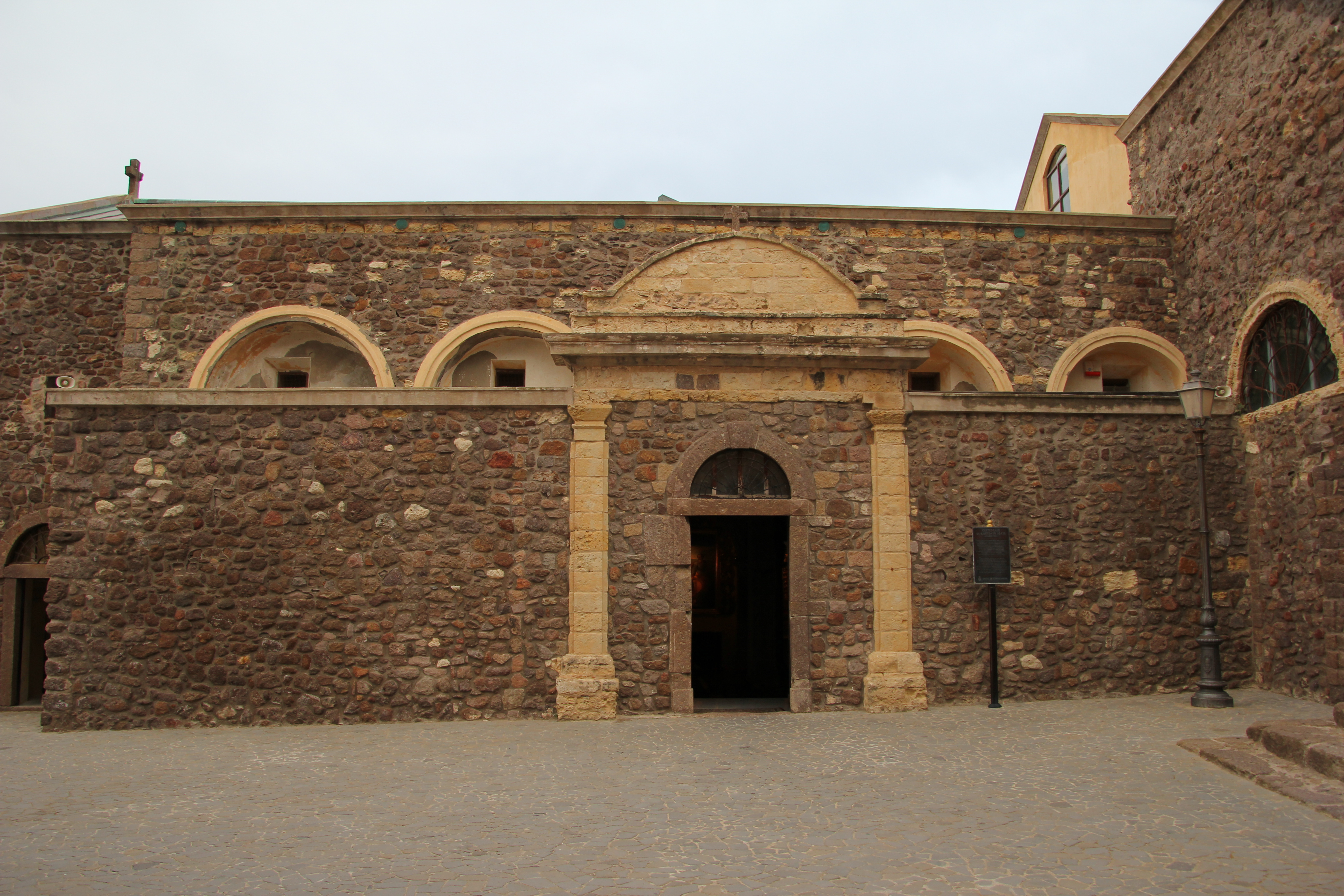
Fiancata destra
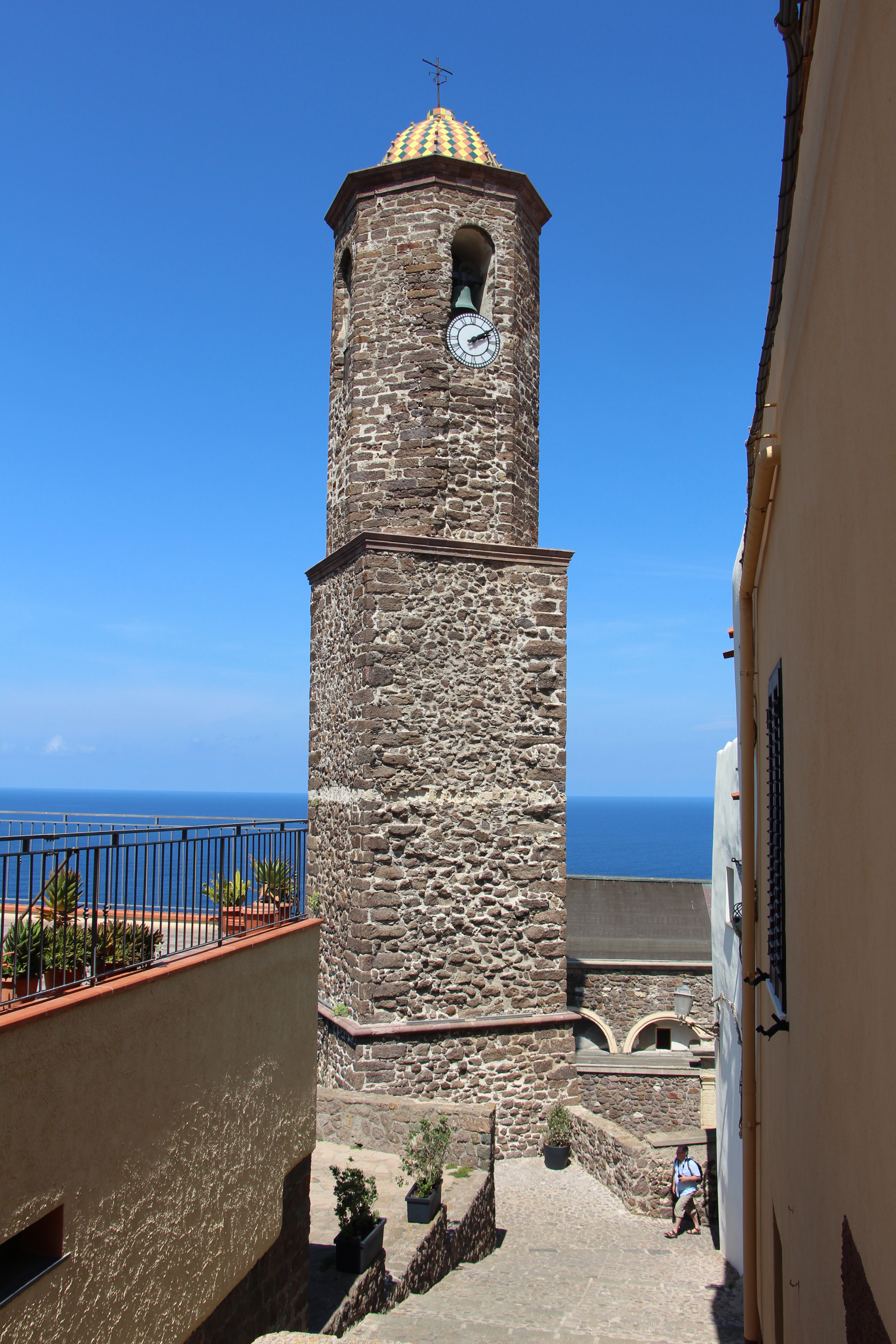
Campanile
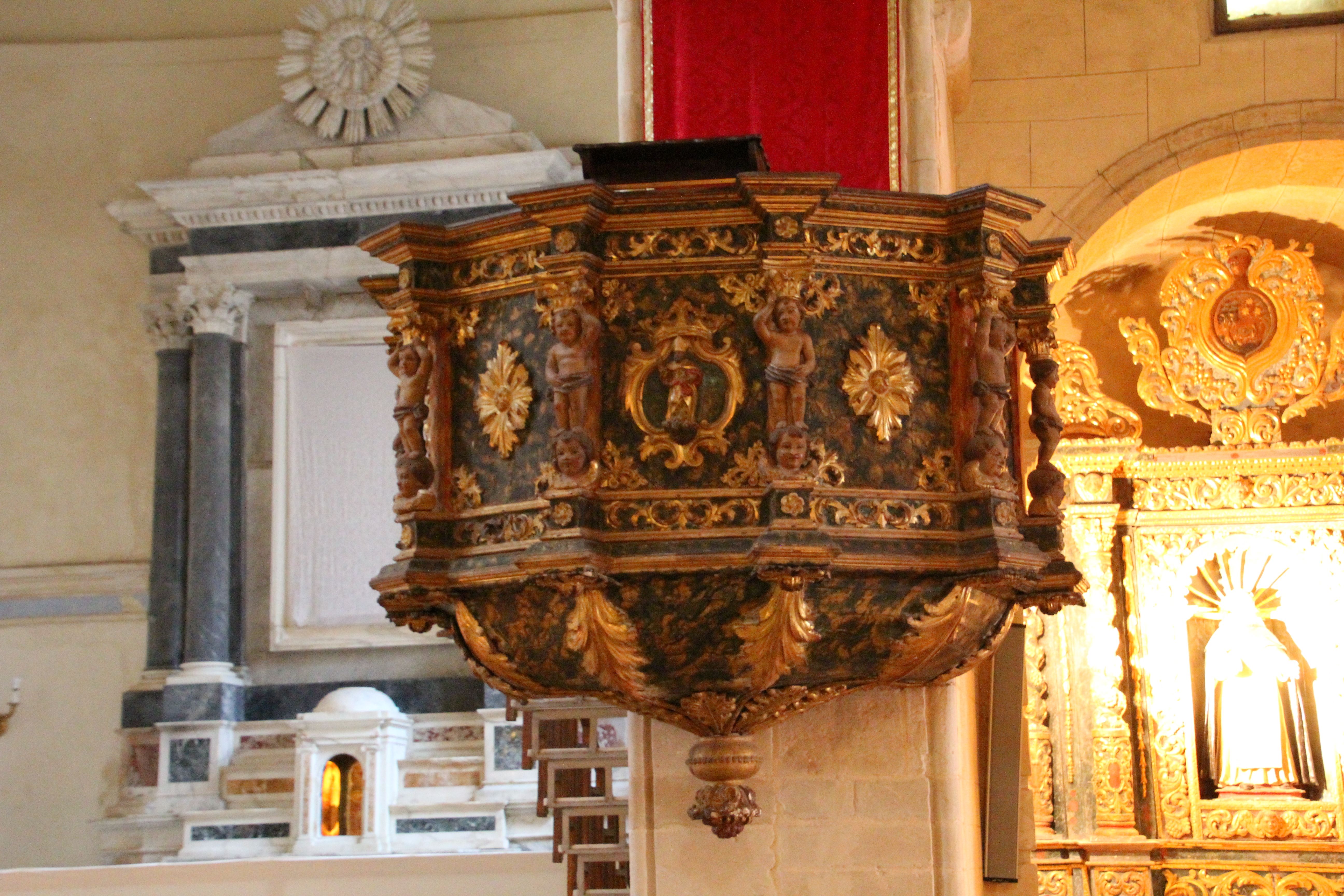
Pulpito
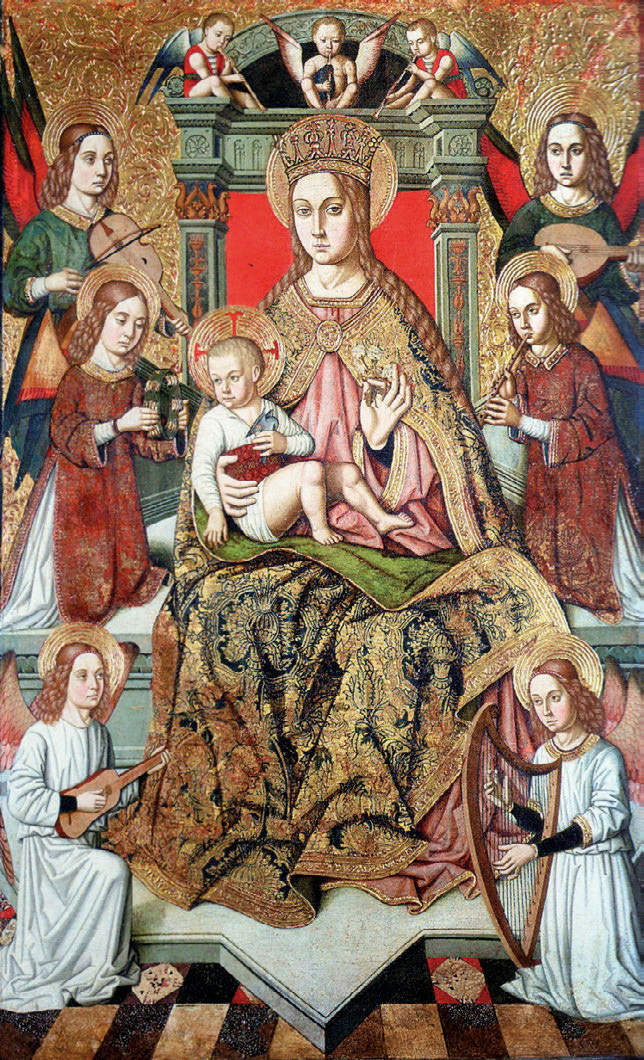
Madonna in trono col Bambino (XV secolo)
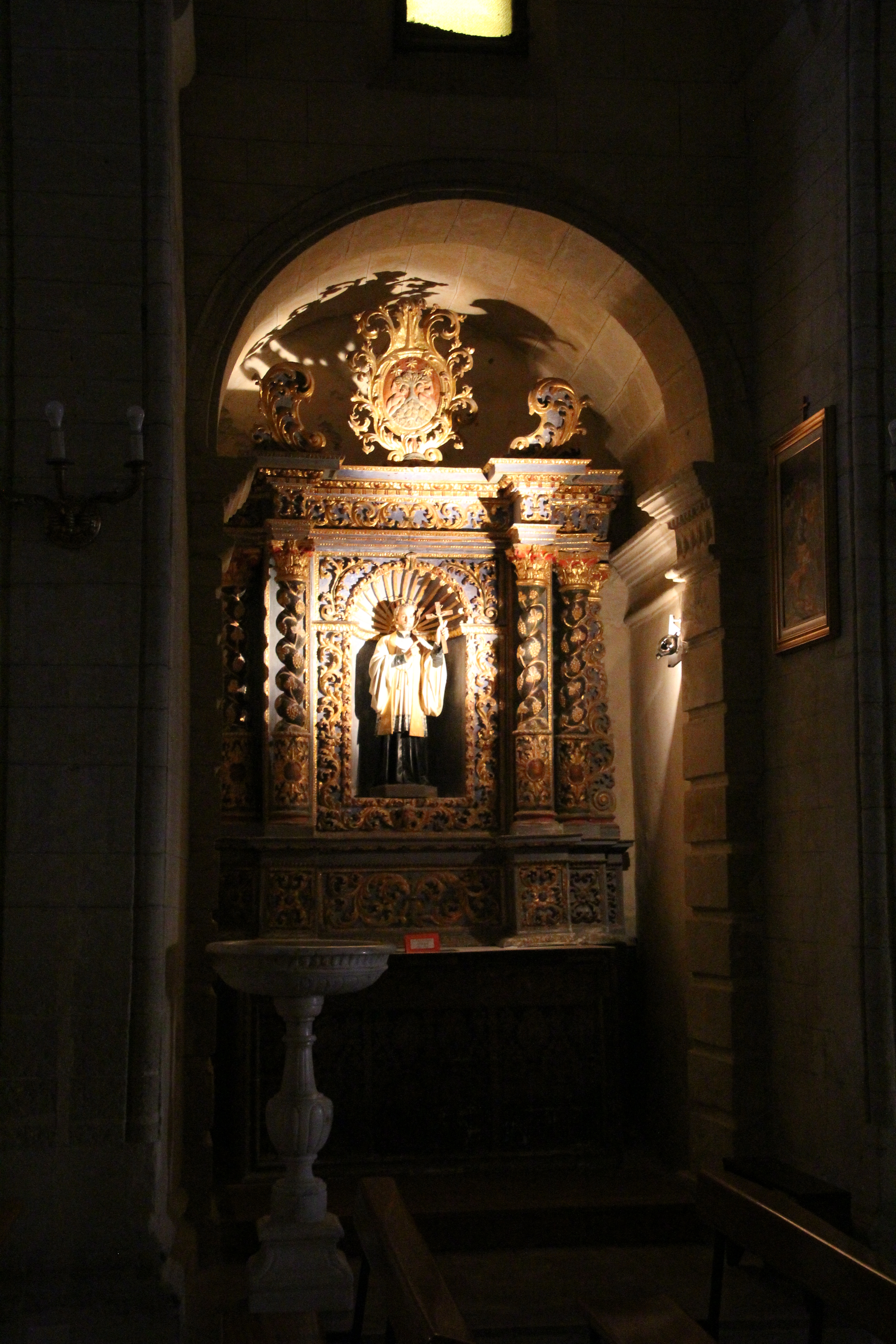
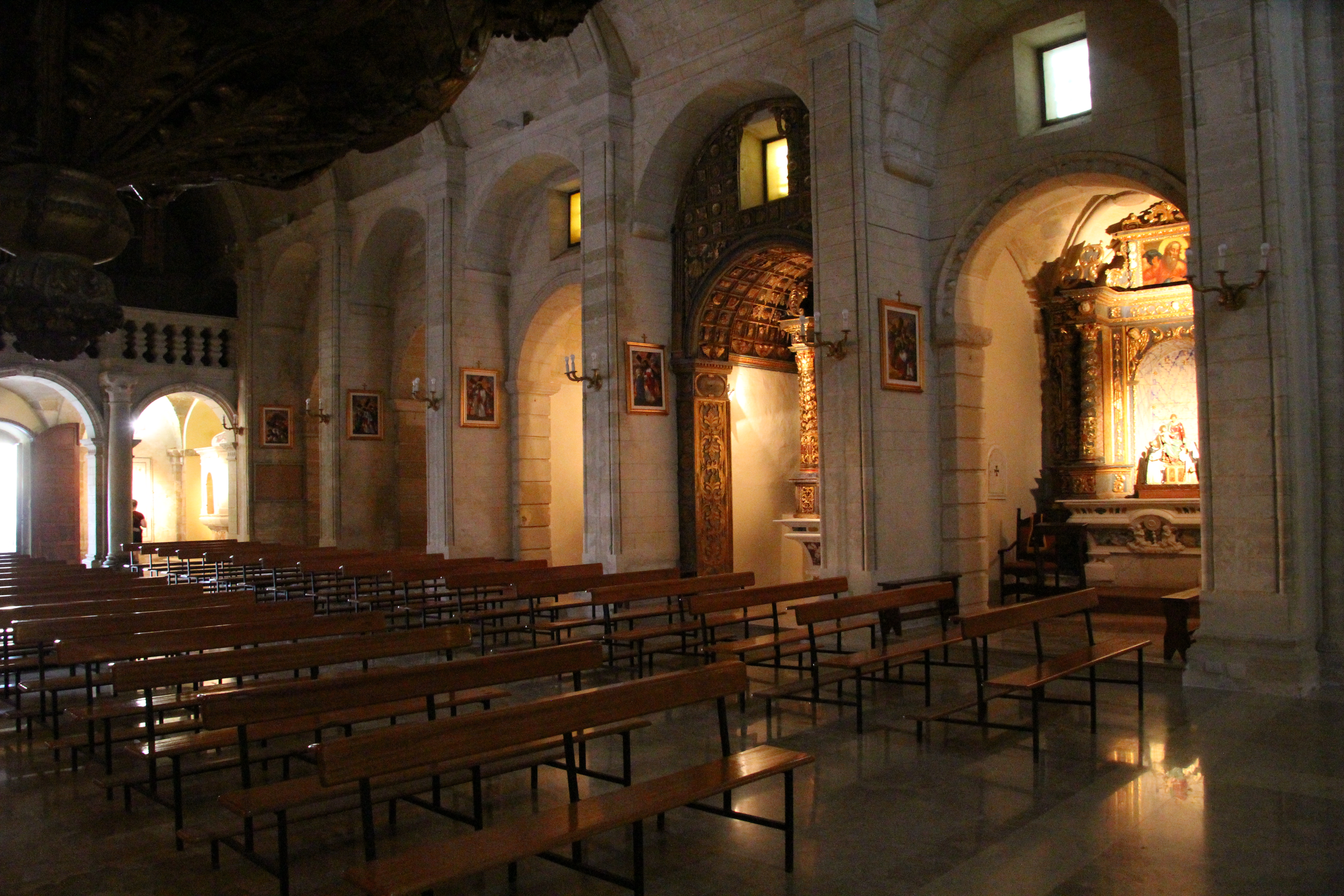